# Stadionul Areni
Das Stadionul Areni (deutsch Areni-Stadion) ist ein Fußballstadion in der rumänischen Stadt Suceava. Es ist gegenwärtig das Heimstadion des Fußballvereins ACS Foresta Suceava. Die Anlage befindet sich neben dem Rathaus und verfügt über 12.500 Plätze.
Am 23. April 2009 gab der französische Pianist Richard Clayderman hier ein Konzert, bei dem über 12.000 Zuschauer anwesend waren.